# Катыгирово
Катыгирово — исчезнвушее село в Куйтунском районе Иркутской области России на территории Новотельбинского муниципального образования.

## Происхождение названия
Название дано по названию реки Катыгировки, название которой, в свою очередь, происходит от бурятско-монгольского хатгор, хотогор, что означает «склон», «впадина».

## История
Населённый пункт основан в 1919 году. Согласно переписи населения СССР 1926 года хутор Катыгырово, где насчитывалось 4 двора, 15 жителей (7 мужчин и 8 женщин). В 1920-х-1930-х годах входил в состав Барлукского сельсовета.
На 1966 год посёлок Катыгирово в составе Мингатуйского сельсовета.
На топографической карте Генштаба СССР 1984 года посёлок Катыгирово отмечен как жилой. На топографической карте Генштаба СССР 1985 года этого населённого пункта не отмечено вовсе, из чего следует, что населённый пункт перестал существовать в 1984-1985 годы.